# ابونصر فارقی
ابونصر فارقی (؟ -۱۰۹۴) (نسب: حسن بن اسد بن حسن) زبان‌شناس، ادیب، نویسنده و شاعر عراقی در سدهٔ پنجم هجری بود. ابوالمظفر منصور از امیران بنی‌مروان او را بر دیوان آمد ولایت داد، اما ابونصر از پرداخت وجود سر باز زد و دستگیر شد. ابونصر در سال ۴۸۷ق اعدام یا به صلیب کشیده شد. «شرح اللمع»، «کتاب الحروف»، «الإفصاح فی شرح ابیات مشکلةٍ فی الصحاح» و «الألغاز» از آثار اوست.